# 四川省筠连县中学
四川省筠连县中学（简称筠中）是四川省首批认定的省二级示范性普通高中，2021年通过省级评估验收。

## 历史沿革
- 1940年：前身"筠连县立初级中学"成立。[1]
- 1950年：合并县立女子初级中学，更名为"筠连县初级中学"。
- 1958年：增设高中部，成为完全中学。[7]
- 2009年：整体搬迁至现址。[8]
- 2021年：获评省二级示范校。[5]

## 办学条件

### 硬件设施
拥有标准化实验室12间，图书馆藏书25万册，建有400米标准田径场和室内体育馆。

### 师资力量
现有特级教师1人，高级教师89人，省级骨干教师15人。

## 办学特色
- 民族教育：开设苗族文化课程[13]
- 网络教学：与成都七中合作远程直播班[14]
- 分层教学：实施"基础班+提高班"模式[15]
- 奖学金：中善集团捐赠100万设立“叶海潮奖学金”

## 办学成果

### 高考成绩
2023年高考本科上线率达63.5%，近五年累计28人考入"双一流"高校。

### 竞赛成绩
2021年全国中学生生物学竞赛获省级二等奖2项。

## 文化传统
- 校训：厚德博学、励志强身[6]
- 校庆日：每年10月15日[19]

## 争议事件
2022年因食堂卫生问题被责令整改。